# Magallanella
Magallanella is een geslacht van haften (Ephemeroptera) uit de familie Leptophlebiidae.

## Soorten
Het geslacht Magallanella omvat de volgende soorten:
- Magallanella flinti